# Léon Vanderkindere
Léon Victor Albert Joseph Vanderkindere (Sint-Jans-Molenbeek, 22 februari 1842 - Ukkel, 9 november 1906) was een Belgisch antropoloog, historicus, professor en liberaal politicus. In het laatst van zijn leven was hij burgemeester van Ukkel.

## Levensloop
Hij was een zoon van Albert Vanderkindere, arts, schepen en burgemeester van Sint-Jans-Molenbeek en vervolgens van Ukkel, en van Adèle Ancelle. Hij trouwde met Adelaïde Buls en was de schoonbroer van volksvertegenwoordiger en burgemeester van Brussel Karel Buls.
Vanderkindere promoveerde in 1861 tot doctor in de rechten en in 1865 tot doctor in de wijsbegeerte en letteren aan de ULB. Aan deze universiteit werd hij in 1872 docent geschiedenis, in 1873 buitengewoon hoogleraar, van 1874 tot 1906 gewoon hoogleraar middeleeuwse geschiedenis. Van 1880-1882 en van 1891-1892 was hij rector van de universiteit.
Van 1870 tot 1880 was Vanderkindere voor de Liberale Partij provincieraadslid van Brabant. In Ukkel werd hij in 1878 gemeenteraadslid, Van 1888-1895 was hij schepen en van 1900 tot aan zijn dood burgemeester.
In 1880 werd hij verkozen tot lid van de Kamer van volksvertegenwoordigers voor het arrondissement Brussel en vervulde dit mandaat tot in 1884. Hij werd opnieuw volksvertegenwoordiger van 1892 tot 1894. 
In een tijd waarin Brussel snel aan het verfransen was, streed hij voor de erkenning van het Nederlands als tweede officiële taal van België en was hij lid van de Vlaamsgezinde vereniging Vlamingen Vooruit. Als flamingant steunde hij de vernederlandsing van het hoger onderwijs en in 1882 diende hij een amendement in dat voorzag in tweetaligheid in het onderwijs, dat echter niet goedgekeurd werd.
Ook was Vanderkindere voorzitter van de Ligue de l'Enseignement, vanaf 1880 lid van de vrijmetselaarsloges Les Amis Philanthropes en vanaf 1895 van Les Amis Philanthropes n° 2 (1895) in Brussel, stichtend voorzitter van de Société d'anthropologie belge, lid van de Koninklijke Commissie voor geschiedenis, lid van de Koninklijke Academie van België, medestichter van de Société d'Archéologie de Bruxelles en lid van het Willemsfonds.
In Ukkel dragen een straat en een plein zijn naam.

## Publicaties
- La formation territoriale des principautés belges au Moyen Âge, H. Lamertin, Bruxelles, 1902 (vol. 1) (te downloaden van de Digithèque van de ULB).
- La formation territoriale des principautés belges au Moyen Âge, H. Lamertin, Bruxelles, 1902 (vol. 2) (te downloaden van de Digithèque van de ULB).
- Le siècle des Artevelde, 1879.